# Resultados do Carnaval de Campo Grande em 2010
Resultados do Carnaval de Campo Grande em 2010.

## Escolas de samba
| Grupo Especial | Grupo Especial          | Grupo Especial | Grupo Especial |
| Colocação      | Escola                  | Ref.           |                |
| -------------- | ----------------------- | -------------- | -------------- |
| 1º             | Unidos de Vila Carvalho | [ 1 ] [ 2 ]    |                |
| 2º             | Igrejinha               | [ 1 ]          |                |
| 3º             | Unidos do Cruzeiro      | [ 1 ]          |                |
| *              | União do Buriti         | [ 1 ]          |                |
| *              | Unidos do São Francisco | [ 1 ]          |                |

| Grupo de Acesso | Grupo de Acesso         | Grupo de Acesso | Grupo de Acesso |
| Colocação       | Escola                  | Pontos          | Ref.            |
| --------------- | ----------------------- | --------------- | --------------- |
| 1º              | Unidos do Aero Rancho   | 268,5           | [ 1 ]           |
| *               | Acadêmicos do Pró-Morar | 260,5           | [ 1 ]           |